# Centrum Kultury Papieża Jana Pawła II w Waszyngtonie

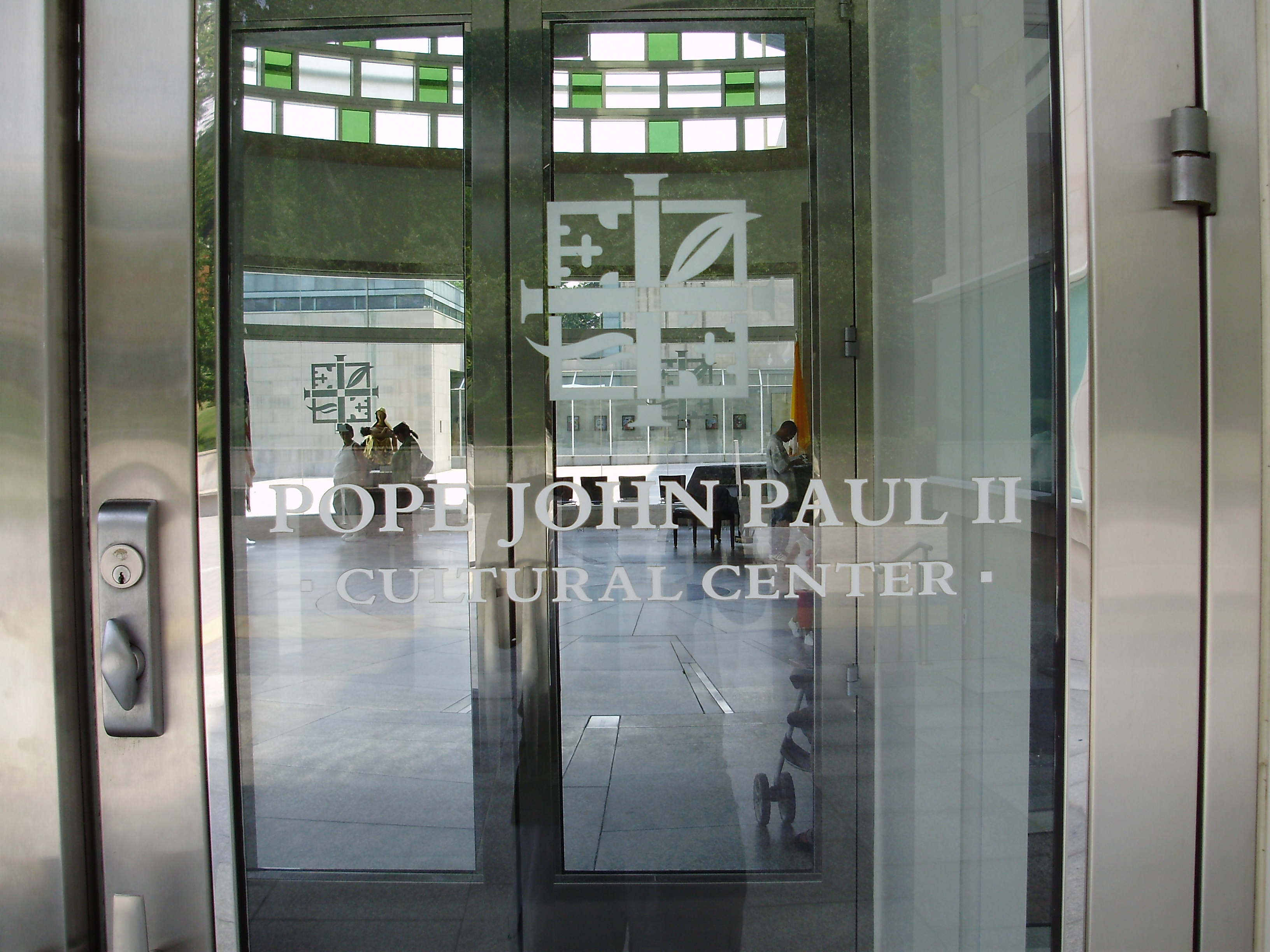

Centrum Kultury Papieża Jana Pawła II (ang. Pope John Paul II Cultural Center) – muzeum i tzw. think tank znajdujące się w stolicy USA, Waszyngtonie.
Muzeum wystawia dzieła sztuki pochodzące z Muzeum Watykańskiego oraz prezentuje interaktywne wystawy dotyczące religii, wiary, duchowości. W centrum znajduje się również instytut badawczy.

Koncepcja powstania Centrum zawiązała się podczas spotkania Jana Pawła II z biskupem Adamem Maidą w 1989 roku. Budowa centrum rozpoczęła się w 1997 roku i została ukończona i uroczyście otwarta  w marcu 2001 r. Centrum powstało na obszarze 4,9 ha przylegających do Uniwersytetu Katolickiego Ameryki (the Catholic University of America) oraz Bazyliki Niepokalanego Poczęcia (Basilica of the National Shrine of the Immaculate Conception). Po odejściu na emeryturę kardynała Maidy (2009) Centrum zaczęło podupadać ze względu na brak finansowania i mały ruch turystyczno-pielgrzymkowy. W wyniku czego Centrum zostało wystawione na sprzedaż. W roku 2011 Centrum zostało kupione przez świecki zakon Rycerzy Kolumba i zostało przekształcone w sanktuarium religijne poświęcone pamięci błogosławionego wówczas Jana Pawła II. Obecnie Centrum funkcjonuje jako część muzealno-wystawowa kompleksu budynków Narodowego Sanktuarium Świętego Jana Pawła II.